# Kleines Wiesental
Kleines Wiesental is een gemeente in de Duitse deelstaat Baden-Württemberg, en maakt deel uit van het Landkreis Lörrach.
Kleines Wiesental telt 2.850 inwoners.

## Geschiedenis
De gemeente is op 1 januari 2009 gevormd door de fusie van de toenmalige zelfstandige gemeenten Bürchau, Elbenschwand, Neuenweg, Raich, Sallneck, Tegernau, Wies en Wieslet.
Aitern ·
Bad Bellingen ·
Binzen ·
Böllen ·
Efringen-Kirchen ·
Eimeldingen ·
Fischingen ·
Fröhnd ·
Grenzach-Wyhlen ·
Häg-Ehrsberg ·
Hasel ·
Hausen im Wiesental ·
Inzlingen ·
Kandern ·
Kleines Wiesental ·
Lörrach ·
Malsburg-Marzell ·
Maulburg ·
Rheinfelden ·
Rümmingen ·
Schallbach ·
Schliengen ·
Schönau im Schwarzwald ·
Schönenberg ·
Schopfheim ·
Schwörstadt ·
Steinen ·
Todtnau ·
Tunau ·
Utzenfeld ·
Weil am Rhein ·
Wembach ·
Wieden ·
Wittlingen ·
Zell im Wiesental